# Nong Qunhua
Nong Qunhua (16 de março de 1966) é uma ex-jogadora de badminton chinesa. medalhista olímpica, especialista em duplas.

## Carreira
Nong Qunhua representou seu país nos Jogos Olímpicos de Verão de 1992, conquistando a medalha de prata, nas duplas em 1992 com Guan Weizhen .